# 塩釜警察署
塩釜警察署（しおがまけいさつしょ）は、宮城県警察が管轄する警察署のひとつである。

## 管轄区域
- 塩竈市
- 多賀城市
- 宮城郡 松島町、七ヶ浜町、利府町

## 所在地
- 宮城県塩竈市北浜四丁目6番41号

## 沿革
- 1954年 - 現・塩釜警察署が発足。
- 2008年4月1日 - 南宮駐在所が南宮交番へ改定。
- 2017年2月1日 - 多賀城交番が多賀城市中央３丁目JR多賀城駅前に移転する。
- 2023年4月1日 - 大代駐在所が廃止され多賀城交番大代連絡所となる。[1]

## 内部組織
- 会計課
  - 会計係

- 警務課
  - 警務係
  - 相談係
  - 被害者支援係

- 留置管理課
  - 留置管理係

- 生活安全課
  - 生活安全係
  - 営業保安係
  - 少年・生活安全捜査係

- 地域課
  - 地域係
  - 自動車警ら係

- 刑事第一課
  - 捜査庶務係
  - 地域指導係
  - 捜査第一係
  - 捜査第二係
  - 鑑識係

- 刑事第二課
  - 捜査庶務係
  - 知能犯係
  - 組織犯罪対策係

- 交通課
  - 交通指導係
  - 交通事故捜査係

- 警備課
  - 警備係

## 交番

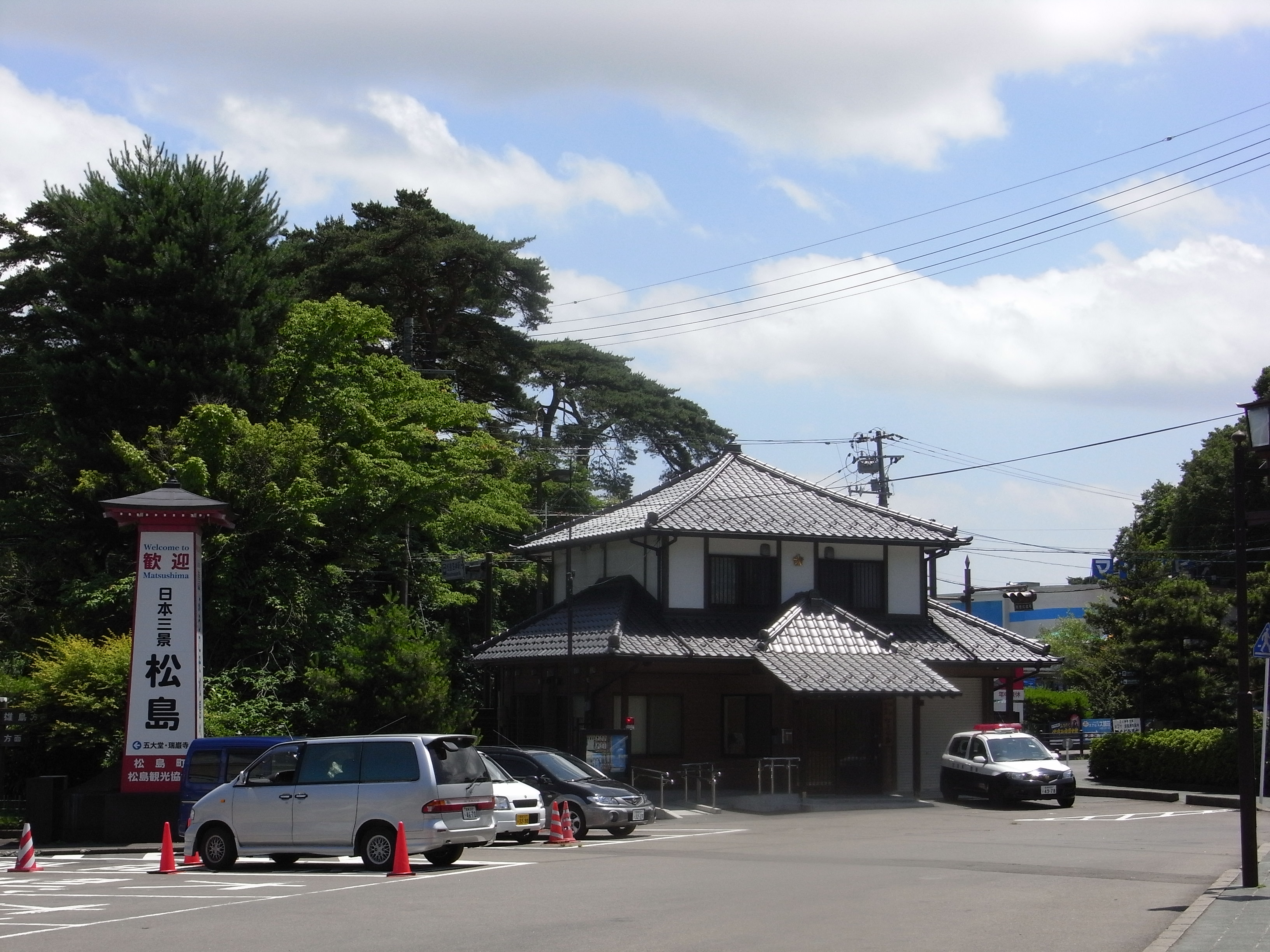
松島交番（2008年7月）

### 塩竈市
- 尾島町交番 - 塩釜市港町2丁目9番7号
- 塩釜駅前交番 - 塩釜市東玉川町7番3号
- 新浜町交番 - 塩釜市新浜町1丁目6番28号

### 多賀城市
- 多賀城交番 - 多賀城市中央3丁目1番1号
- 南宮交番 - 多賀城市山王字前田12番4号

### 松島町
- 松島交番 - 宮城郡松島町松島字浪打浜6番1号

### 七ヶ浜町
- 七ヶ浜交番 - 宮城郡七ヶ浜町湊浜1丁目2番地の6

### 利府町
- 利府交番 - 宮城郡利府町中央3丁目10番地4

## 駐在所

### 松島町
- 品井沼駐在所 - 宮城郡松島町幡谷字吉崎46番地3号

### 利府町
- 菅谷駐在所 - 宮城郡利府町菅谷台3丁目1番地の1

## 連絡所
- 多賀城交番大代連絡所 - 多賀城市大代3丁目7番70号

## 警備艇
2004年（平成16年）度まで警備艇しらはぎが配備されていたが、同年度をもって廃船となった。